# The Automatic Box
The Automatic Box er en fire-disks opsamlingsalbum fra det amerikanske alternative rockband R.E.M., de blev udgivet i Tyskland i december 1993. Det var primært en samling af B-sider fra gruppens studiealbum Automatic for the People, der blev udgivet året inden, selvom disk fire indeholder B-sider fra singler udgivet omkring Green (samlet på vinyl-boks sættet Singleactiongreen). "It's a Free World Baby," "Fretless," "Mandolin Strum" og "Organ Song" stammer fra indspilningen af Out of Time, hvor de ikke kom med. Det er en del af Warner Bros. Records serien sammen med Red Hot Chili Peppers Live Rare Remix Box.

## Spor
Alle sange er skrevet af Bill Berry, Peter Buck, Mike Mills og Michael Stipe:
Disk 1 – Vokalnumre
1. "It's a Free World Baby" – 5:11
2. "Fretless" – 4:49
3. "Chance (Dub)" – 2:32
4. "Star Me Kitten" (Demo) – 3:04

Disk 2 – Instrumental
1. "Winged Mammal Theme" – 2:55
2. "Organ Song" – 3:28
3. "Mandolin Strum" – 3:45
4. "Fruity Organ" – 3:26
5. "New Orleans Instrumental No. 2" – 3:48

Disk 3 – Covers
1. "Arms of Love" (Robyn Hitchcock) – 3:35
2. "Dark Globe" (Syd Barrett) – 1:51
3. "The Lion Sleeps Tonight" (The Tokens) – 2:41
4. "First We Take Manhattan" (Leonard Cohen) – 6:06

Disk 4 – B-sider fra Singleactiongreen
1. "Ghost Rider" (Suicide cover) – 3:44
2. "Funtime" (Iggy Pop cover) – 2:14
3. "Memphis Train Blues" – 1:38
4. "Pop Song 89" (Akustisk) – 3:03
5. "Everybody Hurts" (Live til 1993 MTV Awards) – 4:56